# Cassipourea
Cassipourea är ett släkte av tvåhjärtbladiga växter. Cassipourea ingår i familjen Rhizophoraceae.

## Dottertaxa tillCassipourea, i alfabetisk ordning[1]
- Cassipourea acuminata
- Cassipourea adamauensis
- Cassipourea adamii
- Cassipourea afzelii
- Cassipourea alternifolia
- Cassipourea annobonensis
- Cassipourea atanganae
- Cassipourea barteri
- Cassipourea brittoniana
- Cassipourea calimensis
- Cassipourea carringtoniana
- Cassipourea celastroides
- Cassipourea ceylanica
- Cassipourea congoensis
- Cassipourea delphinensis
- Cassipourea dinklagei
- Cassipourea eketensis
- Cassipourea ellipticifolia
- Cassipourea euryoides
- Cassipourea evrardii
- Cassipourea fanshawei
- Cassipourea firestoneana
- Cassipourea flanaganii
- Cassipourea floribunda
- Cassipourea gerrardii
- Cassipourea glomerata
- Cassipourea gossweileri
- Cassipourea guianensis
- Cassipourea gummiflua
- Cassipourea hiotou
- Cassipourea huillensis
- Cassipourea kamerunensis
- Cassipourea killipii
- Cassipourea korupensis
- Cassipourea lanceolata
- Cassipourea lasiocalyx
- Cassipourea leptoclada
- Cassipourea leptoneura
- Cassipourea lescotiana
- Cassipourea le-testui
- Cassipourea louisii
- Cassipourea madagascariensis
- Cassipourea malosana
- Cassipourea microphylla
- Cassipourea mossambicensis
- Cassipourea myriocarpa
- Cassipourea nana
- Cassipourea ndambiana
- Cassipourea ndando
- Cassipourea nialatou
- Cassipourea obtusa
- Cassipourea ovata
- Cassipourea paludosa
- Cassipourea peruviana
- Cassipourea phoeotricha
- Cassipourea plumosa
- Cassipourea pumila
- Cassipourea rotundifolia
- Cassipourea ruwensorensis
- Cassipourea schizocalyx
- Cassipourea sericea
- Cassipourea spruceana
- Cassipourea subcordata
- Cassipourea subsessilis
- Cassipourea swaziensis
- Cassipourea thomassettii
- Cassipourea trichosticha
- Cassipourea vilhenae
- Cassipourea zenkeri